# Сексуальні проступки
Сексуа́льні про́ступки — це проступки або неправомірна поведінка сексуального характеру, що є меншим правопорушенням, ніж тяжке сексуальне насильство (наприклад, зґвалтування та розбещення), особливо там, де ситуація, як правило, несексуальна і, отже, незвична для сексуальної поведінки, або де є певний аспект особистої влади або авторитет, який робить сексуальну поведінку недоречною. Загальною темою та причиною терміна сексуальні проступки є те, що ці порушення відбуваються під час роботи або в ситуації дисбалансу влади. Він передбачає злочини, які не є кримінальними, але з усім тим порушують особисті межі іншої людини у сфері сексуальності та інтимних особистих відносин.
Сексуальні проступки часто вчиняються проти особи без її згоди або там, де динаміка влади стосунків оскаржується, намагаючись переосмислити характер або форму згоди, необхідні за певних обставин. Проступки можуть бути різного ступеня, такі як оголення статевих органів, напад, агресія, благання або навіть неуважність до невербальних ознак дискомфорту. «Визначення сексуальних проступків далеко не чітке, і це непростий термін, який іноді використовується в інституційних політиках або професійних структурах для розгляду справ, що відзначаються дисбалансом влади, примусом та хижацькою поведінкою».

## Визначення
У юридичному сенсі для особи, яка перебуває у владних повноваженнях, вона включає, зокрема, будь-яку сексуальну діяльність між ними та одним із підлеглих. Зазвичай сюди входять викладачі та їхні студенти, священнослужителі та їхні громади, лікарі та їхні пацієнти, а також роботодавці та їхні працівники. Хоча така діяльність, як правило, не є явно незаконною, вона часто суперечить професійним етичним кодексам. Наприклад, вчителя можуть звільнити з посади, а лікарю анулювати медичну ліцензію через сексуальні проступки. Крім того, особа, яка перебуває у підлеглому становищі, може заявити про сексуальні домагання. Університет штату Айова визначає сексуальні проступки як «… небажану поведінку сексуального характеру, яка вчиняється без згоди чи сили, залякування, примусу чи маніпуляцій».
Вступ до сексуальних стосунків з підлеглим, навіть коли контакт ініціюється останнім, дехто вважає неетичним через вразливість підлеглого перед начальником та нерівність влади, що характеризує стосунки. Що стосується стосунків між лікарем та пацієнтом, то сексуальні стосунки з пацієнтом навіть після укладення професійних відносин вважаються проблематичними для лікаря через можливість постійної залежності пацієнта від лікаря та його переходу до нього. Тому сексуальні стосунки з колишніми пацієнтами медичні професії вважають неетичними, коли лікарі будь-яким чином «використовують довіру, знання, емоції або вплив, що походять від попередніх професійних стосунків».  На відміну від цього, юридична етика дозволяє сексуальні стосунки з колишнім клієнтом і, в Каліфорнії, з нинішніми клієнтами, якщо тільки секс є домовленістю та не надається в обмін на юридичні послуги.
Деякі види діяльності, які не є суто еротичними, наприклад, демонстрація сідниць, ексгібіціонізм та купання голяка, іноді також класифікуються як сексуальні проступки. Попри ці думки, інші вважають, що сексуальні стосунки на робочому місці не є неетичними, зокрема між начальником та працівником. Багато компаній не забороняють так зване побратимство, але натомість визнають різницю між згодами на дружній основі та неналежною поведінкою.

## Серед освітян
Огляд літератури щодо сексуальних порушень вихователями, опублікований Міністерством освіти США, показав, що 9,6 % старшокласників зазнали певної форми сексуального поводження. Діти з малозабезпечених родин та родин національних меншин мають найбільший ризик сексуального насильства. Також підвищений ризик мають діти інвалідністю; причиною цього може бути їх більша потреба в індивідуальній увазі та можливі проблеми зі спілкуванням. 
Діти, які стали жертвами сексуальних домагань від вихователя, зазвичай мають низьку самооцінку, і у них, ймовірно, розвиваються суїцидальні наміри та депресія. Оскільки зловмисником була людина, якій дитину спонукали довіряти, у неї може виникнути почуття зради.